# Ao (créature)
Pour les articles homonymes, voir AO.
Dans la mythologie chinoise, l’Ao (chinois simplifié : 鳌 ; chinois traditionnel : 鰲 ; pinyin : áo) est une grande tortue marine.

## Mythe

### Création du monde
Une version du mythe raconte qu'elle vécut dans la mer de Chine méridionale à l'époque de la formation du monde. Lorsque la déesse Nüwa, créatrice de l'humanité, réparait le ciel après une catastrophe, elle coupa les quatre jambes de l'Ao et les utilisa comme supports.

### Autre version du mythe
Une autre version du mythe rapporte que l'Ao vit toujours. La tortue réside dans la mer de Bohai, où elle porte, sur son dos, les trois îles des huit immortels, divinités de la mythologie chinoise (ces îles étant Penglai, Fangzhang et Yingzhou).

### Lien avec Bìxì
Ce personnage inspire peut-être celui de Bixi figure mi-dragon, mi-tortue présente dans la sculpture impériale chinoise. Bixi est considéré comme un fils du roi-dragon capable de porter d'énormes poids sur son dos ; les figures de la tortue-dragon portant des stèles commémoratives sont des monuments qui se trouvent dans toute l'Asie de l'Est.

### Mythe de Kui Xing
Cette tortue est souvent associée, dans l'iconographie chinoise, au dieu Kui Xing, divinité des examens impériaux. Par exemple, la tortue est représentée par une statue près de Bijiacheng — le « mur de repos de brosse » — à Changde, Hunan. Quand elle est associée à Kui Xing, cette créature peut aussi avoir l'apparence d'un poisson. C'est le cas d'une représentation figurant sur un temple à Xinwupu, dans la province de Hubei. Une expression populaire dit « se tenir sur la tête de l'Ao » et signifie « arriver le premier aux examens ». Une légende dit que l'Ao sauva Kui Xing d'une tentative de suicide, après que l'empereur refuse, à cause de sa laideur, de lui accorder les honneurs qui lui sont dus, malgré sa réussite à un examen impérial.

## En toponymie
Alors que les noms de lieux comptant le mot gui («tortue») sont omniprésents dans tout le territoire chinois (faisant souvent référence à une colline en forme de tortue, gui shan), les noms de lieux employant le terme "ao" sont plus caractéristiques de la côte sud-est de la Chine (du Zhejiang au Guangdong). Par exemple, la rivière Ao (Aojiang) dans le sud du Zhejiang, la ville d' Aojiang sur sa rive nord, ainsi que la péninsule du Liu'ao ("Six aos") dans le sud du Fujian sont des toponymes comptant le terme "ao". 